# Теклевка (Гомельская область)
Теклевка (бел. Тэклеўка) — посёлок в Уваровичском сельсовете Буда-Кошелёвского района Гомельской области Белоруссии.
На юге граничит с лесом.

## География

### Расположение
В 17 км на юго-восток от Буда-Кошелёво, 2,5 км от железнодорожного разъезда Радеево (на линии Жлобин — Гомель), 30 км от Гомеля.

### Гидрография
Река Уза (приток реки Сож).

## Транспортная сеть
Рядом автодорога Буда-Кошелёво — Уваровичи. Планировка состоит из дугообразной широтной улицы, застроенной двусторонне деревянными домами усадебного типа.

## История
Основан в начале 1920-х годов переселенцами с соседних деревень на бывших помещичьих землях. В 1930 году жители посёлка вступили в колхоз. В 1959 году в составе экспериментальной базы «Уваровичи» (центр — городской посёлок Уваровичи).

## Население

### Численность
- 2018 год — 44 жителя.

### Динамика
- 1959 год — 135 жителей (согласно переписи).
- 2004 год — 43 хозяйства, 95 жителей.